# Gastone Ciapini
Gastone Ciapini (Firenze, 25 ottobre 1894 – Vigevano, 6 novembre 1976) è stato un attore italiano.

## Biografia
Dopo aver recitato, da giovane, in alcune compagnie fiorentine, nel 1931 entra in quella di Antonio Gandusio e Luigi Almirante, dove recita accanto ad Anna Magnani, e incontra la giovane Rina Morelli, che sposerà l'anno dopo, anche se il matrimonio fallirà entro breve tempo.
Alla metà degli anni trenta l'EIAR gli offre l'occasione di lavorare nella prosa radiofonica, prevalentemente nella Compagnia di prosa della radio italiana di Firenze, attività che proseguirà sino agli anni cinquanta nella Radio Rai, e anche in televisione sin dall'inizio delle trasmissioni nel 1954, recitando sia nelle commedie che negli sceneggiati.

## Prosa teatrale
- Un uomo che ispira fiducia, commedia di Paul Aumont, prima al Teatro Carignano di Torino il 20 ottobre 1931.
- Bouffachon, commedia di Laurent Doillet, prima al Teatro Carignano di Torino il 30 ottobre 1931.
- Tifo!, commedia di Celso Maria Poncini e Roberto Biscaretti, prima al Politeama Chiarella di Torino il 18 maggio 1932.

## Prosa radiofonica Rai
- Tignola, di Sem Benelli, regia di Eugenio Salussolia, trasmessa il 23 giugno 1951.
- Pensaci, Giacomino!, di Luigi Pirandello, regia di Eugenio Salussolia, trasmessa il 22 dicembre 1951.
- La vita degli altri, commedia di Guglielmo Zorzi, regia di Eugenio Salussolia, trasmessa il 29 settembre 1953.
- Stasera o mai più, commedia di Umberto Moruchio, regia di Eugenio Salussolia, trasmessa l'11 marzo 1954.
- Virginia di Castiglione, radiodramma di Mario Vani, regia di Vittorio Brignole, trasmessa il 25 luglio 1955.
- Paludi, di Diego Fabbri, regia di Eugenio Salussolia, trasmessa il 15 dicembre 1959.
- Non puoi rivivere lo stesso giorno, radiodramma di Paul Ickes, regia di Giacomo Colli, trasmessa il 4 gennaio 1960
- L'uomo sul sedile di dietro, commedia di Malcom Hulke e Eric Paice, regia di Eugenio Salussolia, trasmessa il 25 gennaio 1960.
- I ragazzi mangiano i fiori, commedia di Enrico Bassano, regia di Eugenio Salussolia, trasmessa il 29 marzo 1960
- Orfani, radiodramma di Gerald Victory, regia di Eugenio Salussolia, trasmessa il 14 gennaio 1962.
- La bufera, romanzo di Edoardo Calandra, regia di Eugenio Salussolia, trasmesso settembre 1963

## Prosa televisiva Rai
- Il delitto di Lord Saville, regia di Claudio Fino, trasmessa il 5 marzo 1954.
- Ho perduto mio marito, regia di Silverio Blasi, trasmessa il 30 luglio 1954.
- Lorenzaccio, di Alfred De Musset, regia di Mario Ferrero, trasmessa il 19 novembre 1954.
- Madre allegria, commedia di Luigi F. De Sevilla e R. Sepulveda, regia di Anton Giulio Majano, trasmessa il 26 dicembre 1954
- Un uomo sull'acqua, regia di Mario Ferrero, trasmessa il 7 gennaio 1955.
- Il revisore, commedia di Nicolaj Gogol, regia di Camillo Mastrocinque, trasmessa il 3 luglio 1955
- La smorfia, di Riccardo Bacchelli, regia di Claudio Fino, trasmessa il 20 ottobre 1955.
- Amleto, di William Shakespeare, regia di Vittorio Gassman e Claudio Fino, trasmessa il 1º novembre 1955.
- Il cappello di paglia di Firenze, di Eugène Labiche, regia di Corrado Pavolini, trasmessa il 6 gennaio 1956.
- I tesori del cielo, commedia di Cedric Wallis, regia di Enrico Colosimo, trasmessa il 21 febbraio 1956.

## Filmografia parziale
- Foglio di via, regia di Carlo Campogalliani (1955)